# Dominic Kiptarus
Dominic Kiptarus (ur. 3 sierpnia 1996) – kenijski lekkoatleta specjalizujący się w biegach długodystansowych.
Drużynowy mistrz świata juniorów w biegach przełajowych z Guiyangu (2015). 
Rekord życiowy: bieg na 3000 metrów z przeszkodami – 8:29,28 (25 czerwca 2014, Nairobi); bieg na 5000 metrów – 14:11,0 (4 kwietnia 2013, Nakuru). 

## Osiągnięcia indywidualne
| Rok  | Impreza                                   | Miejsce | Konkurencja               | Pozycja    | Wynik |
| ---- | ----------------------------------------- | ------- | ------------------------- | ---------- | ----- |
| 2015 | Mistrzostwa świata w biegach przełajowych | Guiyang | bieg juniorów na ok. 8 km | 4. miejsce | 24:00 |